# Zeilen op de Middellandse Zeespelen 2009
Zeilen is een van de sporten die beoefend werden tijdens de Middellandse Zeespelen 2009 in Pescara, Italië. Er waren vier onderdelen: twee voor mannen, twee voor vrouwen.

## Uitslagen

#### Mannen
| Event | Goud                                  | Goud     | Zilver                       | Zilver   | Brons                             | Brons    |
| ----- | ------------------------------------- | -------- | ---------------------------- | -------- | --------------------------------- | -------- |
| Laser | Jean Baptiste Bernaz                  | 26,0 ptn | Tonci Stipanovic             | 26,0 ptn | Evangelos Cheimonas               | 28,0 ptn |
| 470   | Gabrio Zandonà en Francesco Dellatore | 22,0 ptn | Šime Fantela en Igor Marenić | 27,0 ptn | Pierre Leboucher en Vincent Garos | 31,0 ptn |

#### Vrouwen
| Event | Goud                           | Goud    | Zilver                             | Zilver   | Brons                               | Brons    |
| ----- | ------------------------------ | ------- | ---------------------------------- | -------- | ----------------------------------- | -------- |
| Laser | Sophie De Turckheim            | 7,0 ptn | Tina Melic                         | 22,0 ptn | Susana Romero Steensma              | 23,0 ptn |
| 470   | Giulia Conti en Giovanna Micol | 9,0 ptn | Ingrid Petitjean en Nadege Douroux | 22,0 ptn | Camille Lecointre en Mathilde Geron | 31,0 ptn |

## Medaillespiegel
| Plaats | Land        | Goud | Zilver | Brons | Totaal |
| 1      | Frankrijk   | 2    | 1      | 2     | 5      |
| 2      | Italië      | 2    | 0      | 0     | 2      |
| 3      | Kroatië     | 0    | 3      | 0     | 3      |
| 4      | Griekenland | 0    | 0      | 1     | 1      |
| 4      | Spanje      | 0    | 0      | 1     | 1      |
| Totaal | Totaal      | 4    | 4      | 4     | 12     |

1955 · 1959 · 1963 · 1971 · 1975 · 1979 · 1983 · 1991 · 1993 · 1997 · 2001 · 2005 · 2009 · 2013 · 2018 · 2022
Atletiek · Basketbal · Bocce · Boksen · Gewichtheffen · Golf · Gymnastiek · Handbal · Judo · Kanovaren · Karate · Paardensport · Roeien · Schermen · Schietsport · Tafeltennis · Tennis · Voetbal · Volleybal · Waterpolo · Waterskiën · Wielersport · Worstelen · Zeilen · Zwemmen